# トマス・ド・ビーチャム (第11代ウォリック伯)

ビーチャム家の紋章

第11代ウォリック伯爵トマス・ド・ビーチャム（Thomas de Beauchamp, 11th Earl of Warwick、1313年2月14日頃 - 1369年11月13日）は、イングランドの貴族、軍人。

## 経歴
1313年から1315年頃の2月14日、第10代ウォリック伯ガイ・ド・ビーチャムとその妻アリス・ド・レイバーン（Alice de Leyburn）の間の長男として生まれる。
1315年8月12日に父の死によりウォリック伯爵位を継承。1329年に騎士に叙された。1344年には最初のガーター騎士団員の一人となる。同年、ウォリックシャーやレスターシャーのシェリフとなる。また同年から1369年までマーシャル・オブ・イングランド(Marshal of England)を務めた。
フランスとの百年戦争が始まった頃に成人し、エドワード3世に忠実なイングランド軍指揮官として1346年のクレシーの戦いや1347年のカレー包囲戦、1356年のポワティエの戦いに参戦。フランスでの戦闘による身代金の獲得でかなりの財産を築き、居城のウォリック城の改築を行った。
1369年11月13日に疫病によりカレーで死去。爵位は次男トマス・ド・ビーチャムが継承した。

## 子女
初代マーチ伯ロジャー・モーティマーの娘キャサリン・モーティマーと結婚。彼女との間に5人の息子と10人の娘を儲けた。
- ガイ・ド・ビーチャム（英語版） (?-1360)
- トマス・ド・ビーチャム (1339 – 1401), 第12代ウォリック伯を継承
- レインバーン・ド・ビーチャム (?-1361)
- ウィリアム・ド・ビーチャム (1343頃 – 1411) 初代バーガヴェニー男爵（英語版）
- ロジャー・ド・ビーチャム (?-1361)
- モード・ド・ビーチャム（英語版） (?-1403) 第5代ド・クリフォード男爵（英語版）ロジャー・ド・クリフォード（英語版）と結婚
- フィリッパ・ド・ビーチャム（英語版） (?-1386) 第2代スタッフォード伯（英語版）ヒュー・ド・スタッフォードと結婚
- アリス・ド・ビーチャム (?-1383) 第3代ビーチャム男爵（英語版）ジョン・ビーチャム（英語版）、ついでマシュー・グールネーと結婚
- ジョアン・ド・ビーチャム ドライトンの第3代ベセット男爵（英語版）ラルフ・ベセット（英語版）と結婚
- イザベル・ド・ビーチャム (?-1416) 第6代ストレンジ男爵ジョン・ル・ストレンジ、ついで第2代サフォーク伯爵ウィリアム・ド・アフォード（英語版）と結婚
- マーガレット・ド・ビーチャム ガイ・ド・モンフォールと結婚
- エリザベス・ド・ビーチャム トマス・ド・アフォードと結婚
- アン・ド・ビーチャム Walter de Cokeseyと結婚
- ジュリアナ・ド・ビーチャム
- キャサリン・ド・ビーチャム 修道女